# 狄奧多西二世
狄奧多西二世（Theodosios；401年4月10日—450年7月28日），是一位東羅馬帝國皇帝，於402年－450年在位。他在嬰兒時期就被加冕為奥古斯都，並在其父阿卡狄奧斯於408年駕崩後，成為帝國唯一的皇帝。他曾頒布《狄奥多西法典》和建造君士坦丁堡狄奧多西城牆。他也主持了兩場重大的基督論公會議。

## 早年生活
狄奧多西出生於401年4月10日，是皇帝阿卡狄奧斯與妻子艾莉娅·欧多西亚皇后唯一的兒子。402年1月10日，年僅9個月的狄奧多西被父親冊封為共治皇帝，成為當時最年輕的皇帝。408年5月1日父皇駕崩，年僅7歲的狄奧多西成為羅馬帝國東半部唯一的皇帝。

## 皇帝

### 早期

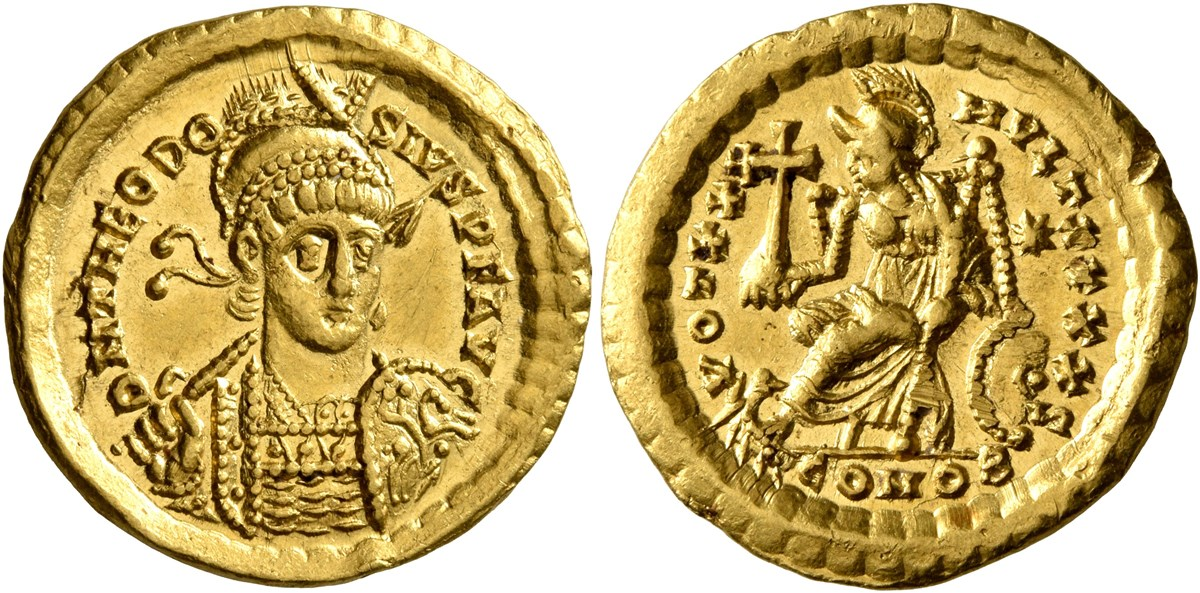
刻有狄奧多西二世的索利都斯金幣

政府最初由禁衛軍長官安特米烏斯管理，首都君士坦丁堡的狄奧多西城牆就是在他的監督下建造的。
根據六世紀歷史學家普罗科匹厄斯和八世紀編年史家宣信者狄奧法內斯的記載，薩珊波斯帝國君主伊嗣俟一世被阿卡狄烏斯任命為狄奧多西的監護人，伊嗣俟一世視狄奧多西為親生子，派了一位家庭教師撫養他，對他的敵意將視為和波斯帝國作對。 雖然這個故事被認為沒有定論，但波斯裔宦官安提阿古成為了狄奧多西的監護人，並對狄奧多西產生了影響。他後來也成為了最高寢宮內侍長，但狄奧多西成年後就解雇了他。
414年，狄奧多西的姐姐普爾喀麗亞與她的姐妹們一起發誓終身保持貞潔。她被封為奧古斯塔，並擔任其弟弟的監護人。監護權在他成年後終止，但據推測，他的姐姐在其統治期間仍發揮著一定的影響。421年6月，狄奧多西與雅典裔女子雅典娜伊斯（後改名為歐多琪亞）結婚。兩人育有一女，名為利西尼亞·歐多西亞，一女名為弗拉西拉，可能還有一個兒子，名為阿卡狄烏斯。
423年，西羅馬帝國皇帝霍諾留（狄奧多西的叔叔）去世，高級公務員约安尼斯被擁立為皇帝。霍諾留的妹妹加拉·普拉西提阿和她年幼的兒子瓦伦丁尼安三世早先為了躲避霍諾留的敵視而逃往君士坦丁堡，他們向東帝國尋求幫助，希望瓦倫提尼安能夠繼承皇位。經過一番商議，狄奧多西於424年向约安尼斯發動了戰爭。425年10月23日，在行政總理官赫利翁的協助下，瓦倫提尼安三世登基為西羅馬皇帝，其母也在其中扮演了重要角色。為了加強帝國兩部分之間的聯繫，狄奧多西的女兒利西尼亞與瓦倫提尼安訂婚。她後來於437年10月29日嫁給瓦倫提尼安三世，成為西帝國的皇后。

### 大學與法典
425年，狄奧多西一世創辦了君士坦丁堡大學，設有31個教席（15個拉丁語教席，16個希臘語教席）。其學科涵蓋法律、哲學、醫學、算術、幾何、天文學、音樂和修辭。他的妻子歐多琪亞皇后很可能鼓勵他創辦大學，並促成了這所大學的建立；她出生於雅典，當時雅典的新柏拉圖學派是異教古典學派最後一個重要的中心。歐多琪亞以其淵博的學識而聞名。
429年，狄奧多西一世任命了一個委員會，負責收集自君士坦丁一世以來的所有法律，並創建一個完全正式的法律體系。該計劃未能完成，但在君士坦丁堡召開的第二個委員會的工作已經完成，該委員會負責收集所有一般立法並對其進行更新；他們的收集工作於438年出版，名為《狄奧多西法典》。狄奧多西二世的法典總結了自君士坦丁以來頒布的法令，成為接下來一個世紀的皇帝查士丁尼一世的法典《民法大全》的基礎。

### 流放妻子

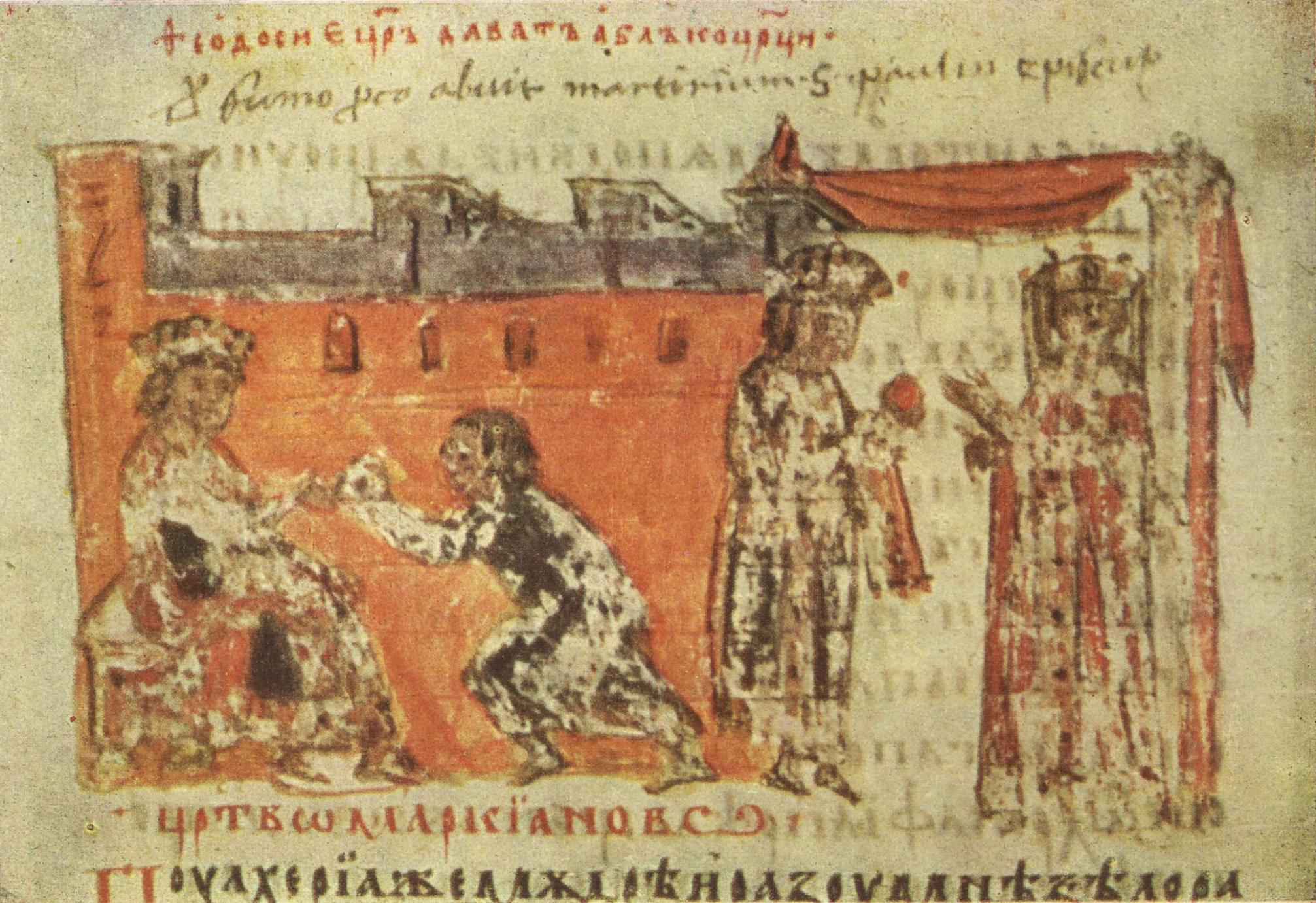
狄奧多西（左）收到蘋果並詢問歐多琪亞有關此事的情況。場景出自12世紀的《瑪納塞斯編年史》。

歐多琪亞在皇帝心目中的影響力在439年至441年間達到高峰。根據一些資料記載，在此期間，皇帝的姐姐普爾喀麗亞被皇帝的妻子所取代。然而，這對皇室夫婦最終在441年至444年間分居，歐多西亞定居耶路撒冷，並在那裡擁護修道院的基督一性论。關於她被放逐的原因，有兩個互相矛盾的說法。
六世紀歷史學家約翰·馬拉拉斯用一個與弗里吉亞蘋果有關的傳說解釋了歐多琪亞的離去。馬拉拉斯在他的編年史中寫道：有一天，皇帝和隨從在去教堂的路上，一名男子送給皇帝一個「大得無可誇張的蘋果」。皇帝用150索利都斯（钱币）感謝了這名男子，並立即將蘋果作為禮物送給了他的妻子。歐多琪亞決定將蘋果送給宮廷事務長官兼皇帝的朋友保羅努斯（Paulinus）。保羅努斯不知道歐多琪亞從哪裡得到這顆蘋果，以為只有皇帝才配享用，便把它給了皇帝。狄奧多西對此心生疑慮，便問歐多琪亞如何處理這顆蘋果。她回答說：「我吃了它。」狄奧多西隨即要求她發誓，歐多琪亞照做了。隨後，狄奧多西將這顆巨大的蘋果遞給了她。皇帝勃然大怒，懷疑歐多琪亞和保羅努斯之間有染；他處死了自己的朋友保羅努斯，歐多琪亞自願流放至耶路撒冷。
但當代歷史學家普利斯庫斯和六世紀編年史家馬塞利努斯·科姆斯講述了一個不同的故事。在這個版本中，歐多琪亞謀殺了禁衛軍統領薩圖爾尼努斯，因為他奉狄奧多西之命殺害了她的親信。作為回應，皇帝剝奪了她的侍從，歐多琪亞搬去耶路撒冷定居。

### 與匈人、汪達爾人和波斯帝國的戰爭
420年，由於薩珊波斯帝國對基督徒的迫害，東羅馬與波斯的關係惡化使帝國向波斯宣戰（421-422年羅馬-波斯戰爭）；戰爭以難以分出勝負的僵局告終，由於匈人威脅君士坦丁堡，羅馬人被迫停戰。422年，雙方達成和平協議，但現狀未改變。狄奧多西後期的戰爭總體上不太成功。
狄奧多西二世統治初期，羅馬人利用匈人內部的紛爭，壓制了烏爾丁對巴爾幹半島的入侵。羅馬人加強了防禦工事，並在424年同意支付350磅黃金，以鼓勵匈人與羅馬人保持和平。439年，隨著阿提拉和布列達崛起統一匈人，匈人的貢金翻倍至700鎊。
狄奧多西擁立瓦倫提尼安三世為他的西羅馬帝國皇帝後，開始涉足西羅馬事務。439年，阿非利加行省落入汪達爾人手中，狄奧多西派兵前往西西里，意圖攻打迦太基的汪達爾人。441年，匈人見邊境兵力不足，便進攻巴爾幹半島，遠至納伊苏斯（尼什）和塞爾迪卡（索菲亞），並洗劫了多瑙河中游幾乎所有主要城市。這導致西西里的遠征軍於442年被召回。447年，匈人在烏圖斯和赫爾松尼斯擊敗羅馬軍隊，並穿越巴爾幹半島，摧毀了塞爾迪卡等城，並到達君士坦丁堡郊外（大切克梅傑）。443或447年，外交官阿納托利烏斯達成和平協議；匈人撤軍，以換取屈辱的讓步，包括每年進貢2,100鎊（約687公斤）黃金，以及額外支付 6,000鎊。449年，東羅馬人暗殺阿提拉的企圖失敗了，然而兩者之間的關係並沒有進一步惡化。

### 神學爭論

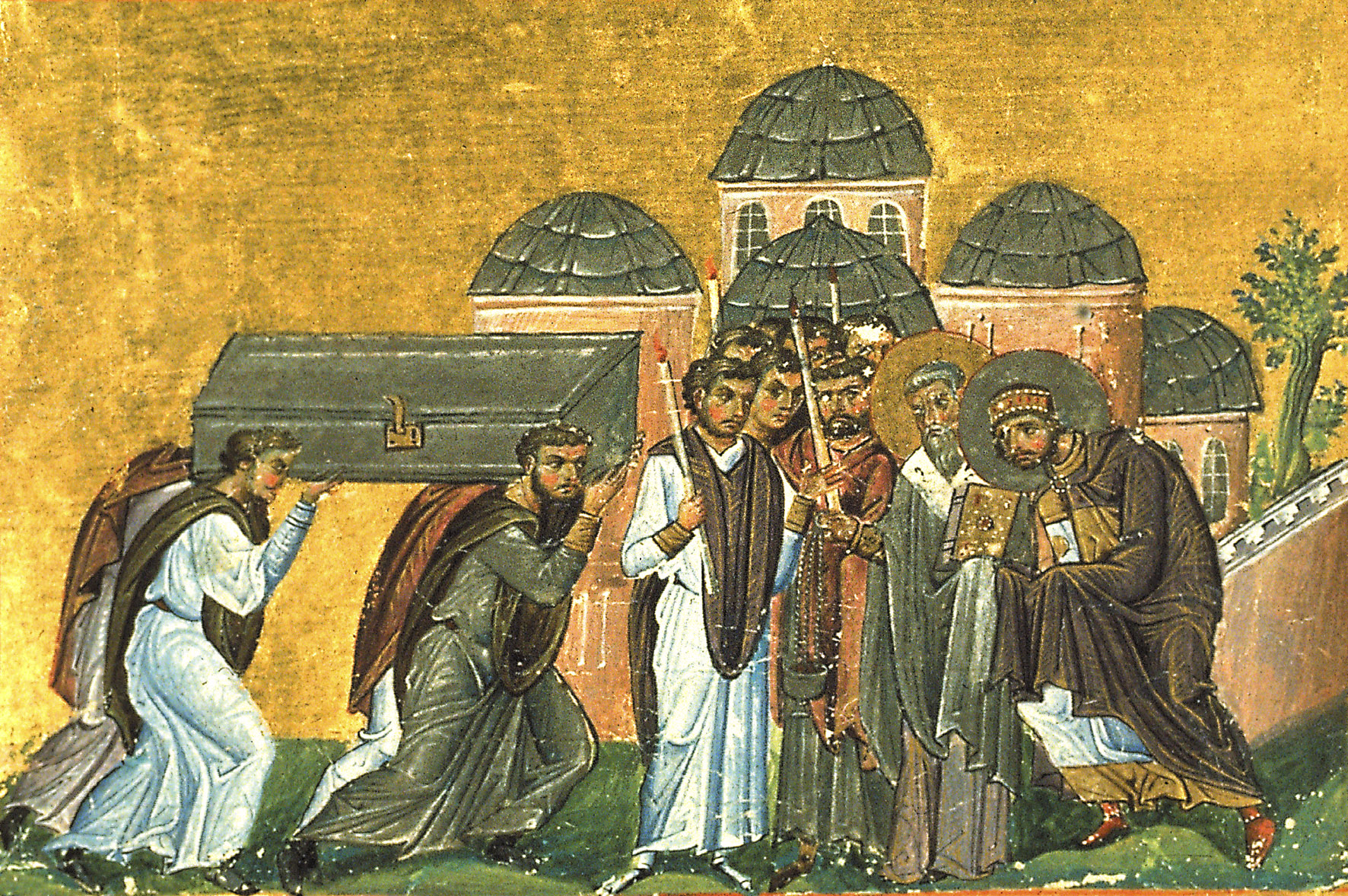
狄奧多西迎接君士坦丁堡主教约翰一世的遺物；11世紀初的微型畫

狄奧多西經常試圖解決關於耶穌基督本質的教義爭議。在訪問敘利亞（東方管區）期間，狄奧多西結識了出家人聶斯脫里，他是一位著名的傳教士。聶斯托里於428年被任命為君士坦丁堡主教，並捲入了兩派之間的基督論之爭。一派稱聖母瑪利亞為「天主之母」（Theotokos），理由是上帝在基督裡以人的身份誕生；另一派則拒絕接受這一稱號，理由是上帝是永恆的，因此不可能誕生。聶斯脫里提出的妥協方案，即“Christotokos”（基督之母）這一稱號，遭到拒絕；他被指控將基督的神性與人性分離，導致“兩個基督”，這一教義後來被稱為聶斯脫里主義。儘管聶斯脫里最初受到狄奧多西的青睞，但他遭到亞歷山大主教區利羅的強烈反對，最終失去了狄奧多西的支持。聶斯脫里還疏遠了皇帝的姐姐普爾喀麗亞。應聶斯脫里的請求，皇帝於431年召開了第一次以弗所公會議，以便聶斯脫里能夠駁斥區利羅的異端指控。公會議在區利羅派和聶斯脫里派之間產生了分歧，狄奧多西最終支持了區利羅派。公開會議確認了聖母瑪利亞的稱號，並譴責了聶斯脫里。聶斯脫里回到了他在敘利亞的修道院，最後被流放到埃及一處偏遠的修道院。
近二十年後，君士坦丁堡的修道院院長歐迪奇再次點燃了這場神學爭論，他主張基督神人合一的基督一性論觀點。歐迪奇因拒絕承認基督神人合一後的人性而被君士坦丁堡主教夫拉維亞譴責，但他得到了區利羅繼任者、亞歷山大主教狄奧斯庫若的支持。449年的第二次以弗所公會議恢復了歐迪奇的職位，並廢黜了夫拉維亞。迦克墩派反對這項決定，教宗良一世稱該會議為「強盜會議」。狄奧多西支持這一結果，但該決定被他去世一年後，即450年舉行的迦克墩公會議推翻。

## 駕崩

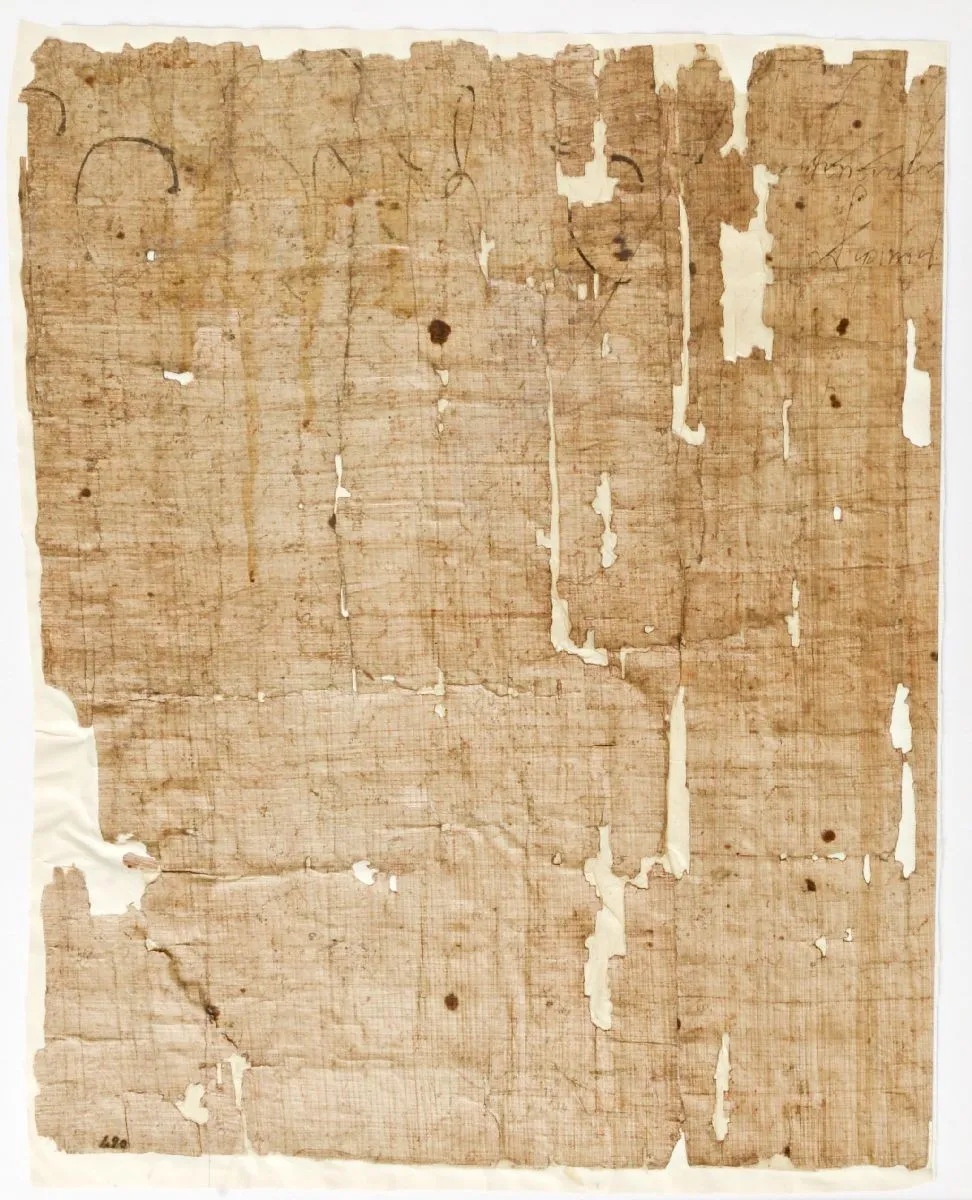
狄奧多西二世手寫的莎草紙。右上角寫著拉丁語“bene valere te cupimus”，大致意思是“祝您身體健康”。這是現存唯一一本476年之前的羅馬皇帝手稿。

狄奧多西於450年7月28日墜馬身亡。11月25日，他的姐姐普爾喀麗亞嫁給了權力顯赫的將軍阿斯帕手下的護民官馬爾西安，馬爾西安隨後登基成為皇帝。不久之後，宦官克呂薩菲烏斯被這對新皇室夫婦處死或謀殺。
與君士坦丁一世及其幾位繼任者一樣，狄奧多西被葬於聖使徒教堂，安葬在斑岩棺材中。10世紀，君士坦丁七世在其《典儀論》中對此進行了描述。

## 註腳
1. ↑  Weitzmann, Kurt. . Metropolitan Museum of Art. 1977: 28–29. ISBN 978-0-87099-179-0.
2. ↑  Lenaghan, J. . Last Statues of Antiquity. 2012. LSA-453.
3. ↑  PLRE 2, p. 1100
4. ↑  Chronicon Paschale 402.
5. ↑  Alireza Shapour Shahbazi, "Byzantine-Iranian relations", Encyclopaedia Iranica, 15 December 1990.
6. ↑  Martindale 1980，第408頁.
7. ↑  Cameron 1982.
8. ↑  Treadgold 1997，第90頁.
9. ↑  Greatrex 2002，第36頁.
10. ↑  Kelly 2009，第140頁; Bury 1958，第271–273頁, however, dates this treaty to 433.
11. ↑  Kelly 2013b，第223頁.
12. ↑  Bury 1958，第255頁.
13. ↑  Heather 2005，第307–309頁.
14. ↑  Bury 1958，第271f頁, dates the treaty to 443; Kelly 2009，第140, 309頁, however, puts it to 447; Heather 2005，第307頁 has two separate treaties in 442/3 and 447.
15. ↑  Theodorus Lector II, 64.
16. ↑  Chronicon Paschale 450.; Theophanes the Confessor 160
17. ↑  A. A. Vasiliev.  (PDF). Dumbarton Oaks Papers. 1848, 4: 1, 3–26. JSTOR 1291047. doi:10.2307/1291047.